# Réseaux d'échange d'hospitalité
Les réseaux d'échange d'hospitalité, aussi appelés « partages de service » ou « services d'hébergement », sont des réseaux sociaux d'individus, organisés de manière centralisée, afin de permettre de recevoir des voyageurs avec ou sans échange monétaire. Ces réseaux sont un des moyens d'hébergement privilégiés par les routards lorsqu'ils sont en voyage.
Ces réseaux peuvent également inclure l'échange de logements ou même des plans de partage du temps, plus souvent associés à des voyageurs et des touristes qui restent chez leurs hôtes sans payement de loyer.
Ces services d'hébergement sont des exemples de consommation collaborative, et dans le cas des services gratuits, des exemples de troc et d'économie du don.

## Histoire
En 1949, Bob Luitweiler crée Servas Open Doors, le premier service d'hébergement, réseau transnational à but non lucratif, géré par des bénévoles dans le but de favoriser la paix, l'entente et la tolérance à travers le monde.
En 1966 est créé Programo Pasporto, un service d'hébergement mondial, qui deviendra en 1974 Pasporta Servo, gratuit pour les hôtes comme pour les voyageurs qui communiquent entre eux en espéranto, quel que soit leur pays d’origine.
Le premier réseau d'hébergement en ligne est Hospitality Club, fondé en 2000 par Veit Kühne.
Fondé en 2003 par Casy Fenton, CouchSurfing est jusqu'en 2020 le plus grand service d'hébergement gratuit, avec 12 millions de membres en mars 2017. En mai 2011, sa conversion d'association à but non lucratif en entreprise commerciale fait craindre à certains une transformation des conditions d'utilisation et de données privées similaires à ceux rencontrés sur Facebook. Le 14 mai 2020 le service devient payant.
Le site BeWelcome s'affirme lui-même comme étant « le premier réseau d'échange d'hospitalité Open source ». BeWelcome est la suite d'un projet créé en octobre 2006, par des volontaires insatisfaits du réseau Hospitality Club qui ont fondé officiellement l'association à but non lucratif BeVolunteer enregistrée à Rennes et « qui gère le site BeWelcome ». La plateforme est constituée en partie de personne déçue, de CouchSurfing et d'Hospitality Club. En 2021, BeWelcome dispose de 170 000 logements géolocalisés.
En 2008, Brian Chesky et Joe Gebbia créent Airbnb, service d'hébergement, payant pour les voyageurs, pour rémunérer les hôtes et l'entreprise.
En 2013, Mandy Rowe crée le Broads Abroad Travel Network, seul réseau d'hébergement réservé exclusivement aux femmes.

## Liste de réseaux
| Type d'échange | Réseau                                                    | Notes                                                                                                  |
| -------------- | --------------------------------------------------------- | --- |
| Monétaire      | Airbnb                                                    | |
| Monétaire      | 9flats                                                    | |
| Monétaire      | GuestReady                                                | |
| Monétaire      | CouchSurfing                                              | Payant depuis le 14 mai 2020                                                                           |
| Monétaire      | HomeExchange                                              | Avant « Guest to Guest »                                                                               |
| Travail        | WWOOF (World-Wide Opportunities on Organic Farms)         | |
| Travail        | Job-For-Bed                                               | |
| Travail        | HelpX                                                     | |
| Travail        | Workaway                                                  | |
| Gratuit        | Servas Open Doors                                         | |
| Gratuit        | Warm Showers                                              | Demande une contribution financière à tous ses membres. Offre aussi une option gratuite pour les hôtes |
| Gratuit        | Home sitting                                              | |
| Gratuit        | BeWelcome                                                 | Logiciel libre associatif                                                                              |
| Gratuit        | Pasporta Servo                                            | Destiné aux espérantophones.                                                                           |
| Gratuit        | Hospitality Club                                          | |
| Gratuit        | Friendship Force International                            | |
| Gratuit        | Trustroots                                                | |
| Gratuit        | GlobalFreeloaders                                         | |
| Gratuit        | My weekend for you                                        | Limité dans sa version gratuite. Propose des abonnements trimestrels et annuels.                       |
| Route des SEL  | Destiné aux adhérents d'un système d'échange local (SEL). | |